# PSR J0100-7211
PSR J0100-7211 est un pulsar X anormal situé dans le Petit Nuage de Magellan, dans la constellation du Toucan. Il s'agit du premier pulsar X anormal extragalactique découvert.
PSR J0100-7211 est situé au sein d'un rémanent de supernova découvert en 1982 dans le Petit Nuage de Magellan. Ce rémanent jeune était connu pour avoir une émission notable dans le domaine des rayons X, détectée dès 1983, et observée par divers observatoires spatiaux de rayons X tels HEAO-2 et ROSAT,.
PSR J0100-7211, l'objet central du rémanent ne fut découvert et identifié qu'en 2002 grâce au télescope spatial Chandra. 

## Caractéristiques physiques
La première estimation de la période de PSR J0100-7211 était de 5,44 secondes, ce qui à l'époque en faisait le pulsar X anormal le plus rapide connu (contrairement aux pulsars radios ordinaires dont la période est de l'ordre d'une seconde, les pulsars X anormaux ont une période de l'ordre de 10 secondes). Cette estimation de la période s'avéra erronée, car basée sur l'observation d'un nombre trop faible de photons, la période véritable s'avérant être légèrement supérieure à 8 secondes. Cette période s'avère varier notablement sur l'intervalle de quelques années, comme attendu pour un pulsar jeune. Ainsi, la comparaison de données de mai 2001 et de janvier 2004 montre que la période est passée de 8,0188 à 8,0204 secondes en un peu moins de trois ans, la dérivée de la période {\displaystyle {\dot {P}}} étant de 1,9×10-11 s·s-1. L'âge caractéristique de ce pulsar est de 6800 ans, âge typique des autres pulsars X anormaux connus.
L'objet est manifestement un pulsar X anormal : sa luminosité de ralentissement est d'à peine 1026 W, alors que la mesure de son flux indique une puissance émise dans le domaine des rayons X de 2×1028 W. 
L'existence d'un pulsar X anormal dans le Petit Nuage de Magellan semble compatible avec le taux de formation de ces objets (inférieure à celle des pulsars ordinaires). Il semble raisonnable que le nombre total de pulsars X anormaux du Petit Nuage soit très proche de 1. 
La détection du pulsar n'a été confirmée que dans le domaine des rayons X. Une possible détection dans le domaine visible a été annoncée en 2005, détection toujours pas confirmée en 2008.
Bien qu'étant le pulsar X anormal le plus éloigné connu, PSR J0100-7211 n'en est pas moins un des plus étudiés car c'est aussi celui qui est soumis à la plus faible absorption de la part du milieu interstellaire, en raison de sa localisation, en dehors du plan galactique. En 2005, c'était d'ailleurs le seul objet de ce type dont l'émission optique semblait être observée.